# Программная музыка
Программная музыка — академическая музыка, не включающая в себя словесный текст, то есть инструментальная, однако сопровождаемая словесным указанием на её содержание.

## Определение
Программность как явление непосредственно связана со спецификой музыки: наиболее абстрактное из искусств, музыка обладает важными преимуществами в передаче эмоциональных состояний и настроений, но не может своими собственными средствами точно обозначить, что именно порождает эти настроения, — понятийная, предметная конкретность ей неподвластна. Функция программы в музыке, как пишет О. Соколов, — восполняюще-конкретизирующая: «В лучших произведениях этого рода программа и музыка эстетически идеально дополняют друг друга: первая указывает на объект, вторая же выражает авторское отношение к нему, которое лучше всего и поддается именно музыкальному выражению».

## История
Как считают музыковеды, программная музыка существовала уже в Древней Греции: согласно одному из дошедших до нас сообщений, в 586 году до н. э. на Пифийских играх в Дельфах авлет по имени Сакад исполнял первый авлетический Пифийский ном, изображавший битву Аполлона с драконом Пифоном. Тимосфен в III веке до н. э. сочинил кифаристический Пифийский ном, который представлял собой дуэт кифары с аккомпанирующим авлосом. Основные композиционные параметры кифаристического нома позаимствованы у одноимённого авлетического нома.
В Новое время программная музыка спорадически встречалась в творчестве композиторов XVI—XVIII веков. В инструментальной музыке эпохи барокко программность встречается в сочинениях Карло Фарина, автора знаменитого ныне «Причудливого каприччио» (Дрезден, 1627). Особенное пристрастие к программам питал Г. фон Бибер, которому принадлежат известная соната «Битва» (итал. Sonata la Battaglia, 1673) и 16 мистерий-сонат, последовательно изображающих жизненный путь Девы Марии. Программным сочинением является и «Каприччио на отъезд возлюбленного брата» И. С. Баха.
Композиторы классического периода реже обращались к программным сочинениям, хотя известен ряд классических симфоний, программа которых выражена в названии: например, симфонии № 6 («Утро»), № 7 («Полдень»), № 8 («Вечер») и № 45 («Прощальная») у Й. Гайдна, «Пасторальная» симфония у Л. ван Бетховена. Начало программной симфонии фактически положил более близкий по стилю к ранней венской школе Карл Диттерсдорф — своими 12 симфониями по «Метаморфозам» Овидия.
Настоящий расцвет программная музыка переживала в эпоху романтизма, как в камерных жанрах, так и в симфонической музыке, прежде всего в творчестве Гектора Берлиоза и Ференца Листа, разрабатывавшего особый программный жанр симфонической поэмы.
Интересна также программность в музыке Скрябина, где в нотах часто встречаются различные ремарки, например, комментирующие музыку («появление ужаса», «крыло, завихрение» (Шестая соната)), или поясняющие её содержание («с томной грацией», «со скорбной грацией» (Два танца op.73)).
Оживлённая дискуссия шла вокруг программы Симфонии «Жизнь» П. И. Чайковского, начатой в 1890 или 1891 годах. Обсуждался автобиографический характер программы, составленной композитором, соотношение самой этой симфонии с Симфонией ми-бемоль мажор, над которой композитор прекратил работу, и соотношение программы Симфонии «Жизнь» со скрытой программой «Патетической» симфонии.

## Виды программ
Минимальной программой является название сочинения, указывающее на какое-либо явление действительности либо на произведение литературы или визуального искусства, с которым данное музыкальное произведение ассоциативно связывается. Возможны, однако, и более развёрнутые программы: например, Антонио Вивальди каждому из четырёх концертов для скрипки с оркестром «Времена года» предпослал посвящённый этому же времени года сонет.
Музыковеды различают несколько типов программ: обобщённый (внесюжетный) — таковы, например, «Пасторальная симфония» Л. Бетховена, «Итальянская» и «Шотландская» симфонии Ф. Мендельсона, «Рейнская» Р. Шумана или «Сады под дождём» К. Дебюсси; обобщённо-сюжетный тип — например, «Ромео и Джульетта» П. Чайковского; повествовательно-картинный, как, например, «Садко» Н. Римского-Корсакова; и, наконец, последовательно-сюжетный, отличающийся большей сюжетной конкретизацией, — таковы «Фантастическая симфония» и «Ромео и Джульетта» Г. Берлиоза, симфония «Манфред» П. И. Чайковского, «Дон Кихот» Р. Штрауса.